# 1960 en Suisse
Chronologie de la Suisse
- 1956
- 1957
- 1958
- 1959
- 1960
- 1961
- 1962
- 1963
- 1964

Chronologie de la Suisse
1959 en Suisse - 1960 en Suisse - 1961 en Suisse

## Gouvernement au1erjanvier 1960
- Conseil fédéral[1]:
  - Max Petitpierre PRD, président de la Confédération, responsable du Département politique.
  - Friedrich Traugott Wahlen UDC, vice-président de la Confédération, responsable du Département de l'économie publique.
  - Paul Chaudet PRD, responsable du Département militaire.
  - Ludwig von Moos PDC, responsable du Département de justice et police.
  - Willy Spühler PSS, responsable du Département des postes et chemins de fer.
  - Jean Bourgknecht PDC, responsable du Département des finances et des douanes.
  - Hans Peter Tschudi PSS, responsable du Département de l'intérieur.

## Évènements

### Janvier
Vendredi 1er janvier 
- La Suisse adhère officiellement au GATT.
- Entrée en vigueur de l’Assurance-invalidité.
- Décès du juriste Max Huber.
- Jules Bernhard succède à Jean Bourgknecht au Conseil communal de la ville de Fribourg après l'élection de ce dernier au Conseil fédéral.

 Lundi 4 janvier 
- Un homme est écrasé par un train à proximité de la gare de Loèche, en Valais.

Mardi 5 janvier 
- Gabriel Despland est élu président du Conseil d'État vaudois pour l'année 1960. Charles Sollberger devient vice-président.
- Une collision entre un avion et une voiture à l'Aéroport de Zurich fait deux morts.

 Jeudi 7 janvier 
- Un Venom s'écrase près d'Eiken (AG). Son pilote est tué sur le coup.

 Samedi 16 janvier 
- Un incendie ravage la fabrique de skis John Authier, à Bière (VD). Une centaine d'ouvriers se retrouvent au chômage.

 Samedi 23 janvier 
- À bord du bathyscaphe Trieste, l’océanographe Jacques Piccard, accompagné de l'Américain Don Walsh, établit un record de plongée dans la Fosse des Mariannes en descendant à 10 916 mètres de profondeur.

 Dimanche 24 janvier 
- Décès à Zurich, à l'âge de 74 ans, du pianiste et chef d'orchestre Edwin Fischer.

### Février
Vendredi 5 février 
- Inauguration du premier grand accélérateur de particules au CERN, à Genève, par le physicien danois Niels Bohr.

 Jeudi 18 février 
- Le Théâtre Populaire Romand présente son premier spectacle à Neuchâtel, La Cruche cassée, de Heinrich von Kleist.

 Dimanche 21 février 
- Aux Jeux olympiques de Squaw Valley, le Grison Roger Staub remporte le titre de champion olympique de slalom géant (ski alpin).

 Mardi 23 février 
- Aux Jeux olympiques de Squaw Valley, la Grisonne Yvonne Rüegg remporte le titre de championne olympique de slalom géant (ski alpin).

 Mercredi 24 février 
- Décès, à Trélex (VD), du compositeur genevois Jean Binet, âgé de 67 ans.

 Dimanche 28 février 
- Visite officielle de Manuel Prado président du Pérou.

### Mars
Dimanche 6 mars 
- Les citoyens du canton de Genève approuvent l’introduction du suffrage féminin.
- Pour la treizième fois de son histoire, le HC Davos devient champion de Suisse de hockey-sur-glace.

 Jeudi 17 mars 
- Le Conseil national approuve l’entrée de la Suisse dans l’Association européenne de libre-échange.
- Le « Panorama » d'Einsiedeln (SZ), qui comprenait 2 000  mètres carrés de tableaux et sculptures, est détruit par le feu.

 Dimanche 20 mars 
- Elections cantonales à Bâle-Ville. Alfred Schaller (PRD), Edwin Zweifel (PRD), Peter Zschokke (PLS), Max Wullschleger (PSS), Edmund Wyss (PSS), Carl Peter (PDC) et  Fritz Brechbühl (PSS) sont élus au Conseil d’Etat lors du 1er tour de scrutin.

### Avril
Lundi 4 avril 
- Le premier camion libre-service de la Migros vend sa marchandise entre Sursee et Hasle, dans le canton de Lucerne.

 Jeudi 7 avril 
- Décès à Pully (VD), du général Henri Guisan, âgé de 85 ans.

 Lundi 18 avril 
- La Suisse délivre la 100 000ème concession pour la réception de la télévision.

 Dimanche 24 avril 
- Election complémentaire à Berne. Hans Tschumi (UDC) est élu au Conseil d’Etat lors du 1er tour de scrutin.

 Mercredi 27 avril 
- Inauguration du tunnel du Kerenzenberg, d'une longueur de 4 km, sur ligne ferroviaire Zurich-Coire.
- Le Conseil fédéral reconnaît l’indépendance du Togo.

### Mai
Dimanche 1er mai 
- Les tramways de Locarno (TI), en service depuis 1908, sont remplacés par un service d'autobus.

 Mardi 3 mai 
- Entrée en vigueur des accords de l’AELE.

 Mercredi 3 mai 
- Swissair met en service la Caravelle Soleure, premier avion à réaction de la compagnie.

 Mardi 10 mai 
- Entre Bienne et Soleure, une voiture est happée par un express alors que les barrières n'étaient pas fermées. Ses quatre occupants sont tués sur le coup.
- Aux Geneveys-sur-Coffrane (NE), une voiture se présente sur les voies alors que les feux clignotaient. La passagère du véhicule trouve la mort.

 Vendredi 13 mai 
- Une expédition austro-suisse réalise la première ascension du Dhaulagiri.
- Inauguration à Boudry (NE) du plus long viaduc de Suisse, d'une longueur de 408,5 mètres, réalisé en béton précontraint.

 Lundi 16 mai 
- Un avion de la compagnie Balair s'écrase près de Khartoum. Ses douze passagers perdent la vie dans l'accident.

 Vendredi 27 mai 
- Le Conseil fédéral reconnaît l’indépendance de la République démocratique du Congo et l’indépendance de la Somalie.

 Dimanche 29 mai 
- Votations fédérales. Le peuple approuve, par 432 219 oui (77,5 %) contre 125 205 non (22,5 %), le maintien de mesures temporaires en matière de contrôle des prix.
- Début des festivités du 500e anniversaire de l’Université de Bâle.

### Juin
Mercredi 1er juin 
- Création à Berne de la permanence téléphonique La main tendue.

 Jeudi 2 juin 
- Inauguration, par la Migros, de la fabrique de produits carnés Micarna SA à Courtepin (FR).

 Dimanche 12 juin 
- Les Young-Boys s’adjugent, pour la dixième fois de leur histoire, le titre de champion de Suisse de football.

 Jeudi 16 juin 
- Décès, à Genève, à l’âge de 80 ans, du pédagogue Adolphe Ferrière.

 Lundi 20 juin 
- Le Conseil fédéral reconnaît l’indépendance de la Fédération du Mali.
- Visite officielle d’Arturo Frondizi, président de l’Argentine.

 Mercredi 22 juin 
- Le Suisse Alfred Rüegg remporte le Tour de Suisse cycliste.
- Inauguration du pont du Gottéron, à Fribourg, qui remplace l'ancien pont suspendu.

 Dimanche 26 juin 
- Le Conseil fédéral reconnaît l’indépendance de Madagascar.

### Juillet
Jeudi 21 juillet 
- Fondation, par Edmond Kaiser, de Terre des Hommes, mouvement international d'aide à l'enfance malheureuse.
- Lors du meeting international d’athlétisme de Zurich, l’Allemand Armin Hary établit un nouveau record du monde du 100 mètres en 10.0.

 Mercredi 26 juillet 
- Le Conseil fédéral reconnaît l’indépendance de la République du Congo.

### Août
Lundi 1er août 
- Le Conseil fédéral reconnaît l’indépendance du Bénin.

 Mercredi 3 août 
- Le Conseil fédéral reconnaît l’indépendance du Niger.

 Vendredi 5 août 
- Le Conseil fédéral reconnaît l’indépendance du Burkina Faso.

 Dimanche 7 août 
- Le Conseil fédéral reconnaît l’indépendance de la Côte d’Ivoire.

 Jeudi 10 août 
- Le Conseil fédéral reconnaît l’indépendance du Tchad.

 Samedi 13 août 
- Le Conseil fédéral reconnaît l’indépendance de la République centrafricaine.

 Mardi 16 août 
- Décès du journaliste et militant fasciste Georges Oltramare.

 Jeudi 17 août 
- Le Conseil fédéral reconnaît l’indépendance du Gabon.

 Mardi 23 août 
- Estimant que ses activités sont de nature à nuire aux bonnes relations avec la France, le Ministère public fédéral prononce une interdiction de séjour en Suisse à l’encontre de Francis Jeanson.

 Vendredi 26 août 
- Mise en service du réacteur à eau lourde Diorit à Würenlingen (AG).

 Dimanche 28 août 
- Un ouragan traverse la Suisse. A Thoune (BE), un participant à la Fête fédérale de hornuss est foudroyé. La route Frutigen-Kandersteg est coupée par l'effondrement d'un mur de soutènement.

 Lundi 29 août 
- Visite officielle du roi Phumipol, souverain de Thaïlande, et de son épouse, la reine Sirikit.

### Septembre
Samedi 10 septembre 
- Ouverture du 41e Comptoir suisse à Lausanne. L'Australie est l'hôte d'honneur du pavillon étranger.

 Samedi 10 septembre 
- Décès à Chardonne (VD), à l’âge de 71 ans, du peintre Rodolphe Théophile Bosshard.

 Lundi 19 septembre 
- Le Conseil fédéral reconnaît l’indépendance de la République démocratique du Congo et l’indépendance du Sénégal.

 Dimanche 25 septembre 
- Les électeurs des demi-cantons de Bâle-Campagne et Bâle-Ville désignent les 150 membres de la commission chargée de rédiger une constitution pour un nouveau canton, issu d’une réunification.

 Lundi 26 septembre 
- Le journal Le Rhône est racheté par Le Nouvelliste valaisan. Le quotidien issu de la fusion s’appellera Le Nouvelliste du Rhône.

### Octobre
Samedi 1er octobre 
- Le Conseil fédéral reconnaît l’indépendance du Nigeria.

 Dimanche 2 octobre 
- Le Village d'enfants Pestalozzi, à Trogen, accueille un premier groupe de 20 enfants tibétains.

 Mardi 4 octobre 
- Succès parisien de l'adaptation française de Monsieur Bonhomme et les Incendiaires, de Max Frisch.

### Novembre
Mardi 8 novembre 
- Visite officielle du prince Rainier III de Monaco.

 Lundi 28 novembre 
- Le Conseil fédéral reconnaît l’indépendance de la Mauritanie.

### Décembre
Jeudi 1er décembre 
- Recensement fédéral de la population. La Suisse compte 5 429 061 habitants.

 Dimanche 4 décembre 
- Votations fédérales. Le peuple approuve, par 400 104 oui (56,3 %) contre 310 020 non (43,7 %), la modification de l’article constitutionnel concernant les mesures complémentaires d'ordre économique et financier applicables à l'économie laitière.

 Mercredi 7 décembre 
- Décès à Bruxelles, à l’âge de 65 ans, de la pianiste suisse d’origine roumaine Clara Haskil.

 Jeudi 29 décembre 
- Première représentation à La Brévine du film Quand nous étions petits enfants, du cinéaste Henry Brandt.